# Палісма
Палі́сма — село (аул) в Лакському районі Дагестану (Росія), за 18 км від райцентру на кордоні з Гунібським районом.
До Жовтневої революції село славилося великою кількістю овець. Бухарі Бухарієв мав близько 15 тисяч, а брати Алі та Магомед Гамзатови мали 10 тисяч. Алі Гамзатов вивів нову породу овець шляхом схрещення «дагестанської гірської вівці» з «голландським бараном». В період колективізації брати Бухарієви були розкуркулені та репресовані. Також палісмінці були відомими виробниками сідел.
В 1886 році в селі було 66 господарств (утримували 495 овець). В 1914 році тут мешкало 350 осіб. В 1929 році було 60 дворів і в них жило 210 чоловік.